# El Carmen (Jujuy)
El Carmen is een plaats in het Argentijnse bestuurlijke gebied El Carmen in de provincie Jujuy. De plaats telt 14.953 inwoners.